# 费尼
费尼（法語：Feignies，法語發音：[fɛɲi]）是法国上法兰西大区北部省的一个市镇，位于该省东部，莫伯日市区西北，属于埃尔普河畔阿韦讷区。

## 地理
费尼（50°18'8"N, 3°55'5"E）面积18.8 平方千米，位于法国上法蘭西大區北部省，该省份为法国最北部的省份及最长的省份，西北濒北海，西接加来海峡省，南至埃纳省和索姆省，东与比利时接壤。
与费尼接壤的市镇（或旧市镇、城区）包括：拉隆格维尔、维约梅尼勒、戈尼绍塞、莫伯日、讷夫梅尼勒。

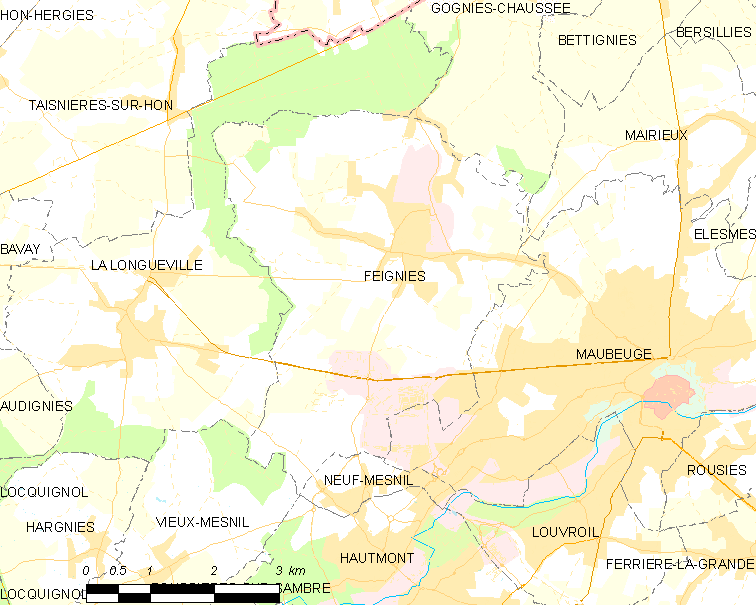
费尼的OSM定位图

费尼的时区为UTC+01:00、UTC+02:00（夏令时）。

## 行政
费尼的邮政编码为59750，INSEE市镇编码为59225。

## 政治
费尼所属的省级选区为欧努瓦-艾姆里县。

## 人口

1962-2008年间费尼人口变化图示

费尼于2022年1月1日时的人口数量为6727人。